# Markóc
Markóc es un pueblo ubicado en el distrito de Sellye, en el condado de Baranya, Hungría.

## Superficie
Posee una superficie de 5,790 kilómetros cuadrados.

## Demografía
Hasta 2019 la población era de 51 habitantes, con una densidad de población de 8,808 habitantes por kilómetro cuadrado.